# Les Loups de la nuit

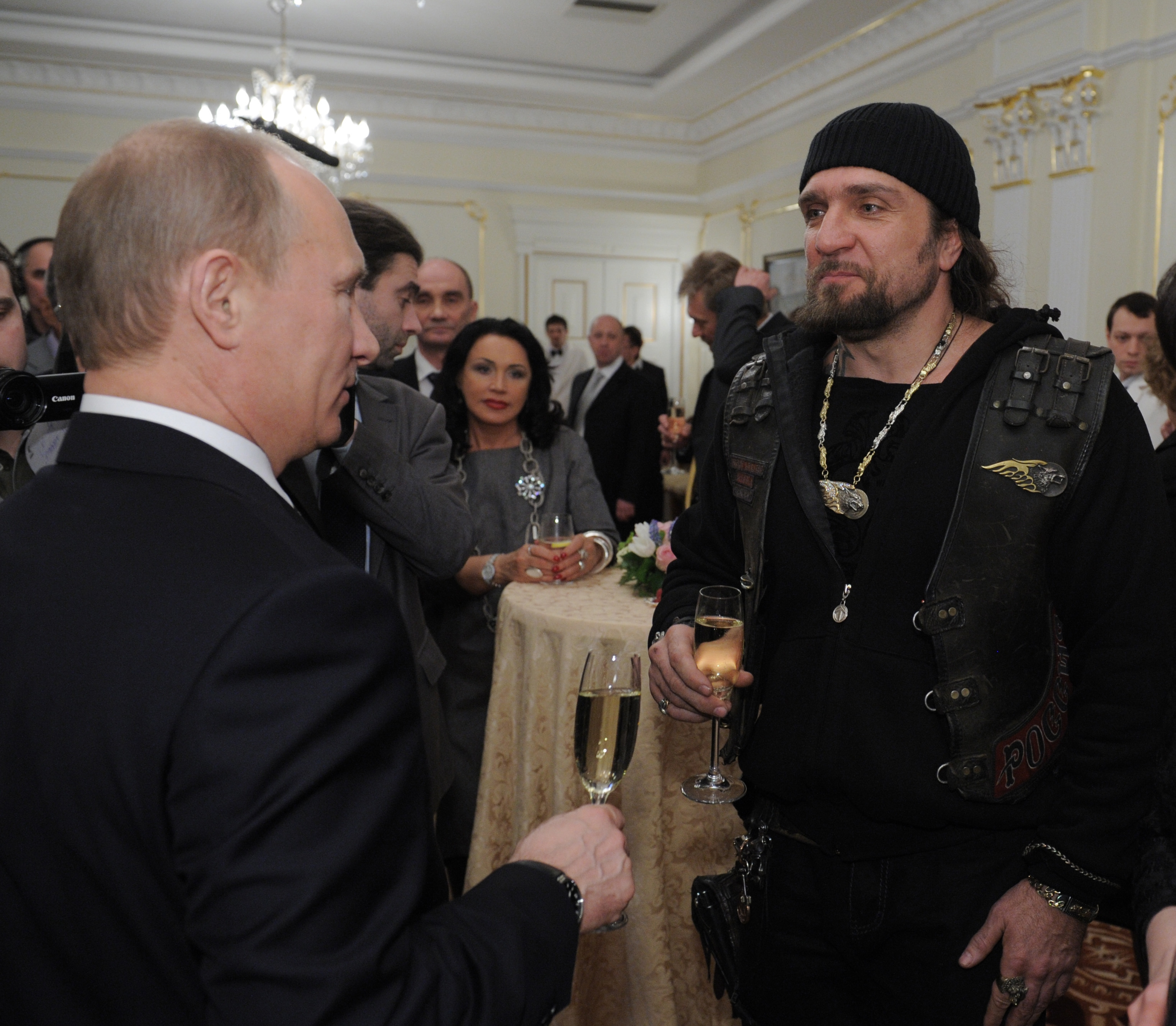
Vladimir Poutine et Aleksandr Zaldostanov en 2012

Les Loups de la nuit MC (en russe : Ночные Волки, phonétiquement : Notchnye Volki) est un club de motards russe, ayant acquis en 2013 une importance politique. Né comme club informel en 1989, durant la perestroïka, il est devenu le premier club de motards de l'ex-URSS. Il a sept localisations principales en Russie ainsi que dans les territoires où les russophones sont nombreux (Biélorussie, Ukraine et Lettonie).

## Description
Depuis 1989, son leader est Aleksandr Zaldostanov qui a comme surnom « le chirurgien ».
Le club est très proche de Vladimir Poutine et montre un profond nationalisme russe, avec de forts relents homophobes, et sexistes.
Il s’est illustré en prenant d’assaut le QG des forces navales ukrainiennes à Sébastopol en 2014 sur ordre du GRU. En 2018, il est désormais interdit dans les pays baltes, en Géorgie, en Ukraine et en Pologne. Mais des chapitres locaux leur prêtant allégeance ont immédiatement été créés par des citoyens de ces pays. 
L’OTAN, qui a constaté l’apparition d’affiliés en Allemagne, Ukraine, Slovaquie, Lettonie, Bulgarie, Macédoine, Serbie et Bosnie, prend très au sérieux leur rôle au point de les intégrer désormais à ses scénarios, et de surveiller leurs activités dans l’ensemble des pays de l’ex-Yougoslavie.